# Hasan Çil
Hasan Çil (* 1966 in der Türkei) ist ein deutscher Soziologe, Publizist und Übersetzer türkischer Herkunft. 

## Leben
Çil kam 1980 als Kind von Arbeitsmigranten der ersten Generation nach Deutschland. Nach einer Ausbildung zum Maschinenschlosser studierte er in Bremen Soziologie. Heute lebt Çil in Köln und ist in der Seniorenarbeit tätig.

## Werk
Çil ist Herausgeber und Bearbeiter der Bücher Anfänge einer Epoche (2003) und Ende einer Epoche (2006), die türkischen Arbeitsmigranten der ersten Generation bzw. deren Nachkommen die Chance geben, ihre persönliche Einwanderergeschichte zu erzählen.
Çil geht es hierbei unter anderem darum das Tabu, über Anwerbung und Anwerbungsprocedere zu sprechen, zu brechen: "Diese Menschen wurden in Gruppen untersucht, selektiert und in ihrem Schamgefühl verletzt", schildert Çil in Deutschland wie in der Türkei kaum bekannte Tatsachen. Dass derartig inhumane Vorgehensweisen im Zusammenhang mit der Anwerbung kaum thematisiert werden und wurden, liegt u. a. auch an den Betroffenen, die zum einen aus Scham schweigen, häufig aber auch aufgrund unzureichender deutscher Sprachkenntnisse gar nicht in der Lage sind, zur Aufarbeitung dieser auch in der Türkei im Dunkeln liegenden Geschichtsperiode (Çil: "Es ist schlicht nichts aufbewahrt worden") beizutragen. Mit seinen zweisprachig erscheinenden Werken möchte Çil diesen Menschen eine Stimme geben. 
Dass die 
Zuwanderung nach Deutschland für die Ausgewanderten aus der Türkei eine extreme Umstellung in kultureller, religiöser und sprachlicher Hinsicht mitbrachte und diese mehr oder weniger erfolgreiche Bewältigung als eine Meisterleistung angesehen werden muss
ist ein weiteres Anliegen, dass dem Autor mit seinen Büchern am Herzen liegt.
Während Anfänge einer Epoche noch ausschließlich Originalberichte der ersten türkischen Arbeitsmigranten in Deutschland enthält, hat Çil für Ende einer Epoche das Leben und Sterben dieser Menschen aus Sicht ihrer Nachkommen schildern lassen.

## Bibliografie
- Anfänge einer Epoche: ehemalige türkische Gastarbeiter erzählen = bir dönemin başlangiçlari (2002)
- Ende einer Epoche (2006)